# Hésione
Pour les articles homonymes, voir Hésione (homonymie).
Dans la mythologie grecque, Hésione (grec ancien: Ἡσιόνη) est une princesse troyenne, fille de Laomédon et de la nymphe Strymo.

## Mythe
Elle apparaît dans la version apollodorienne de la « première guerre de Troie » entre son père et Héraclès. Elle fut offerte en sacrifice pour apaiser un monstre marin envoyé par Poséidon pour ravager Troie, après que son père, le roi de Troie Laomédon, l’eut floué. Héraclès proposa de tuer le monstre en échange des chevaux immortels que reçut Tros, le grand-père de Laomédon, à la suite de l’enlèvement de Ganymède. Héraclès sauva Hésione, mais, encore une fois, Laomédon ne s’acquitta pas de sa dette. Pour se venger, Héraclès, en compagnie de Télamon, monta une expédition punitive de dix-huit navires contre Troie. À la suite de sa victoire, il tua Laomédon et ses fils, offrit Hésione à Télamon et lui permit de sauver un de ses frères. Celle-ci choisit Priam. De Télamon, Hésione enfanta Teucros.
Plus tard, lorsque son neveu Pâris, fils de Priam, se rend en Grèce pour enlever Hélène, c'est avec le prétexte de rendre visite à Hésione.

## Analyses
On a signalé les similitudes entre cet épisode mythologique et celui de Persée délivrant Andromède : « On croit voir deux éditions d'un même récit. »
Cette histoire sera recyclée dans la littérature médiévale dans la légende de saint Georges terrassant le dragon[réf. nécessaire].

### Sources anciennes
- Pseudo-Apollodore, Bibliothèque [détail des éditions] [lire en ligne] (II, 5, 9 ; II, 6, 4 ; III, 12, 7).